# Katie White
Katherine Rebecca White, conocida simplemente como Katie White (n. 18 de enero de 1983, Lewton, cerca de Leigh, Gran Mánchester), es una cantante y música inglesa. Tras un breve éxito con su trío femenino de punk TKO, su padre le presentó a Jules De Martino para componer temas para su banda. Eventualmente ella y De Martino formaron el dúo pop The Ting Tings.

## Biografía
Katie White creció en una granja en Lewton —suburbio de Golborne y parte del suburbio de Wigan en Gran Mánchester, Inglaterra— al lado de su padre David White, su madre Lynne y su hermana Helena. White asistió al Lewton High School en Lewton, el cual cuenta con un amplio departamento artístico. A los 12 años, su abuelo Ken ganó 6.6 millones de libras esterlinas en la Lotería Nacional y repartió entre sus tres hijos (David, Stephen y Richard) 1 millón para cada uno. Además de comprar ponis para sus hijas, David utilizó su parte para iniciar una compañía de management musical.

## TKO
White inició su carrera musical en 1997 en un grupo de punk de chicas llamado TKO —acrónimo de 'Total Knock Out'— con dos amigas de la escuela en Lowton (Joanne Leeton y Emma Lally). La compañía de su padre se encargó de representarlas. Tuvieron algo de éxito e incluso abrieron para Steps y Atomic Kitten. TKO también apareció en CD:UK de la cadena ITV. En marzo de 2001, David White contrató al compositor Jules De Martino quien escribió cuatro temas para la banda. TKO nunca consiguió un contrato discográfico pero logró lanzar un sencillo vía Internet.[cita requerida]

## Dear Eskiimo
White volvió a contactarse con Jules De Martino cuando atendía la Universidad de Leeds y él se mudaba a Mánchester.  Formaron una banda llamada Dear Eskiimo (usualmente escrita incorrectamente: Dead Eskimo) junto con un DJ amigo de ambos, Simon Templeman. El nombre se pensó como algo nómada, tribal e independiente como fuera posible. Había bandas bajo el nombre Eskimo pero De Martino, encargado de la letra de los temas, quería que sus canciones fueran como cartas que relatan historias; de allí 'Dear Eskiimo' ('Querido Esquiimal'), con las dos íes intencionalmente duplicadas, para mayor notoriedad. Su primera presentación fue todo un éxito, aun cuando fue en llave con otra banda. Firmaron posteriormente con Mercury Records al final de 2004. Diferencias creativas y problemas de representación de la disquera causaron que la banda se disolviera.

## The Ting Tings

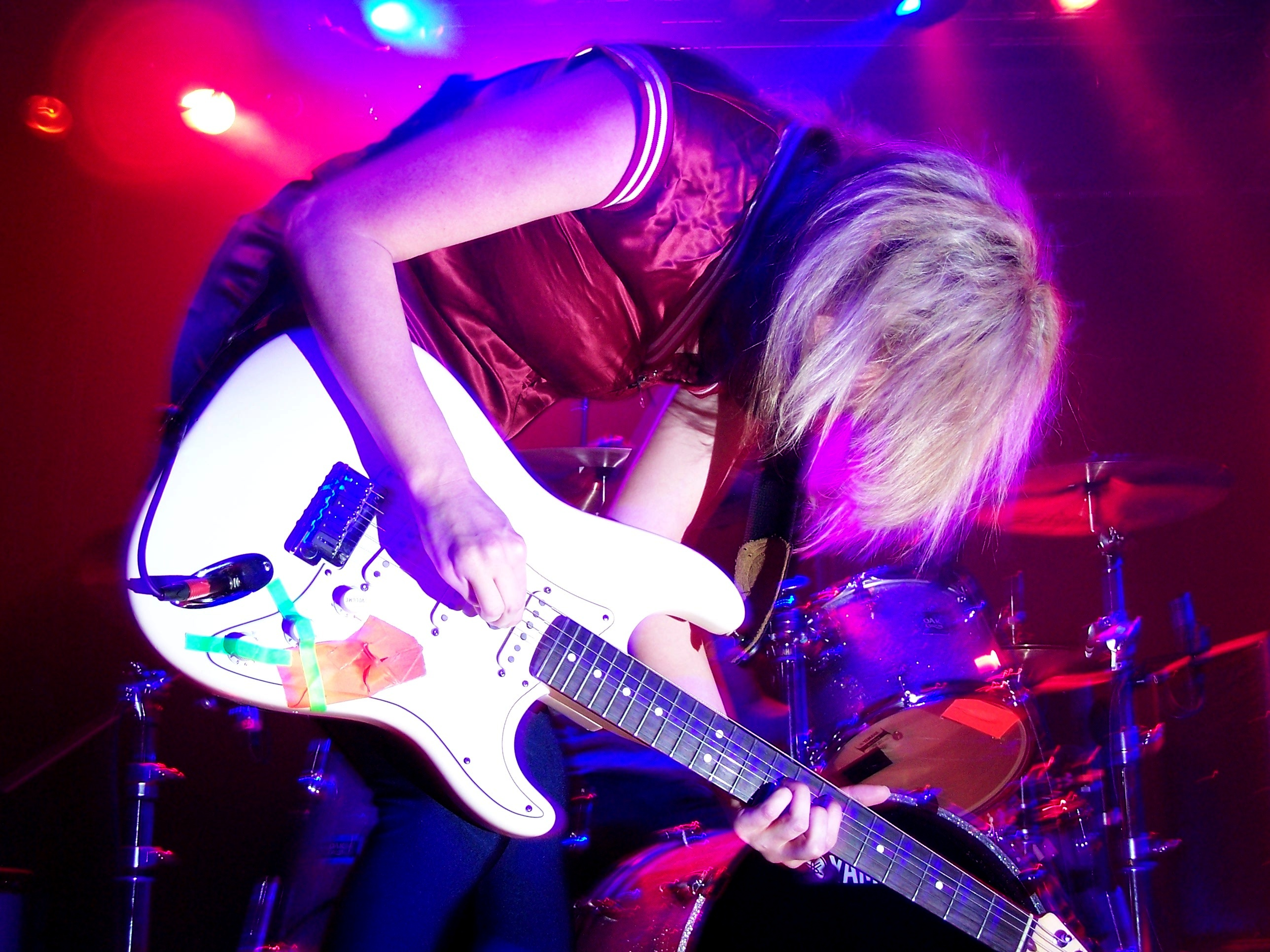
White tocando en Variety Playhouse en Atlanta, Georgia, EE. UU., el 23 de octubre de 2008.

White y De Martino iniciaron una banda en 2007 en donde ella asumió el rol en las voces, guitarra, piano y bombo, Jules en las voces, batería, guitarra y teclados. Comenzaron a componer y a realizar pequeños conciertos. White trabajaba en una boutique con una joven china llamada Ting Ting, lo cual significa en chino "puesto de banda" y con ese nombre, White bautizó a la agrupación. De hecho, varios caracteres chinos se pronuncian como «Ting», siendo el más común 听, que significa «escuchar». Una de las traducciones del nombre de la banda, en jerga japonesa, denota al falo, dando así una notoriedad inintencionada a la banda. 
The Ting Tings comenzaron a tocar en fiestas privadas en el Islington Mill Arts Centre de Salford y su álbum debut We Started Nothing fue lanzado el 19 de mayo de 2008.